# Forcepia pustula
Forcepia pustula är en svampdjursart som först beskrevs av Robert Fredric Fredrik Fristedt 1887.  Forcepia pustula ingår i släktet Forcepia, och familjen Coelosphaeridae. Arten är reproducerande i Sverige.